# Campeonato Asiático de Futsal de 2016
El Campeonato Asiático de Futsal de 2016 fue la 14.ª edición del Campeonato Asiático de Futsal, organizado por la Confederación Asiática de Fútbol (AFC). El torneo se llevó a cabo en Uzbekistán entre el 10 y el 21 de febrero de 2016 y fueron 16 los equipos que participaron en el torneo.
Igual que las anteriores ediciones celebradas en el mismo año de la Copa Mundial de fútbol sala de la FIFA, el torneo actuó como la fase de clasificación de la AFC para la Copa del Mundo. Los cinco mejores equipos del torneo  clasificaron a la dicha competición, que en el mismo año se celebró en Colombia.

## Calendario
| FG | Fase de grupos | 1/4 | Cuartos de final | PO | Play Off por el 5º Lugar | 1/2 | Semifinales y 5º Lugar | F | Finales |

| Febrero de 2016        | 10 Mié | 11 Jue | 12 Vie | 13 Sáb | 14 Dom | 15 Lun | 16 Mar | 17 Mié  | 18 Jue | 19 Vie  | 20 Sáb | 21 Dom |
| ---------------------- | ------ | ------ | ------ | ------ | ------ | ------ | ------ | ------- | ------ | ------- | ------ | ------ |
| Fase (no. de partidos) | FG (4) | FG (4) | FG (4) | FG (4) | FG (4) | FG (4) |        | 1/4 (4) | PO (2) | 1/2 (3) |        | F (2)  |

## Participantes
| Uzbekistán | Japón          | Irán      | Líbano       |
| Jordania   | Arabia Saudita | Catar     | Irak         |
| Kirguistán | Tayikistán     | Tailandia | Malasia      |
| Australia  | Vietnam        | China     | China Taipéi |

### Sorteo
El sorteo  se llevó a cabo el 2 de diciembre de 2015, en el Salón Zafarshan en Tashkent, los 16 equipos fueron ordenados en función de su rendimiento en la temporada anterior en el 2014.
| Bombo 1                         | Bombo 2                       | Bombo 3                               | Bombo 4                                  |
| ------------------------------- | ----------------------------- | ------------------------------------- | ---------------------------------------- |
| Uzbekistán Japón Irán Tailandia | Australia Líbano Vietnam Irak | Kirguistán Malasia China Taipéi China | Tayikistán Arabia Saudita Catar Jordania |

## Primera Fase

### Grupo A
| Equipo         | Pts | PJ | PG | PE | PP | GF | GC | Dif |
| -------------- | --- | -- | -- | -- | -- | -- | -- | --- |
| Uzbekistán     | 9   | 3  | 3  | 0  | 0  | 9  | 3  | +6  |
| Kirguistán     | 4   | 3  | 1  | 1  | 1  | 8  | 8  | 0   |
| Líbano         | 2   | 3  | 0  | 2  | 1  | 7  | 9  | -2  |
| Arabia Saudita | 1   | 1  | 0  | 1  | 2  | 7  | 11 | -4  |

| 10 de febrero de 2016, 16:00 | Líbano                                      | 4 - 4 | Kirguistán                                 | Uzbekistan Stadium, Tashkent |  |
|                              | Kobeissy 23' 32' · Tneich 24' · Zeitoun 28' |       | Ruslan 3' · Ulanbek 9' · Maksadbek 25' 40' |                              |  |

| 10 de febrero de 2016, 19:00 | Uzbekistán                                                 | 5 - 2 | Arabia Saudita        | Uzbekistan Stadium, Tashkent |  |
|                              | Davron 17' 26' · Shalipov 25' · Sviridov 30' · Yunusov 33' |       | Atiah 24' · Zafer 26' |                              |  |

| 12 de febrero de 2016, 16:30 | Arabia Saudita                   | 3 - 3 | Líbano                                  | Uzbekistan Stadium, Tashkent |  |
|                              | Azmi 13' · Atiah 14' · Nawaf 33' |       | Azmi 2' (a.g.) · Kheir 14' · Tneich 24' |                              |  |

| 12 de febrero de 2016, 19:00 | Kirguistán    | 1 - 2 | Uzbekistán      | Uzbekistan Stadium, Tashkent |  |
|                              | Maksabdek 40' |       | Dilshod 20' 23' |                              |  |

| 14 de febrero de 2016, 19:00 | Uzbekistán               | 2 - 0 | Líbano | Uzbekistan Stadium, Tashkent |  |
|                              | Javlon 11' · Farkhod 16' |       |        |                              |  |

| 14 de febrero de 2016, 19:00 | Kirguistán                            | 3 - 2 | Arabia Saudita        | Universal Stadium, Tashkent |  |
|                              | Rustam 4' · Ilias 16' · Maksadbek 38' |       | Atiah 1' · Nasser 40' |                             |  |

### Grupo B
| Equipo   | Pts | PJ | PG | PE | PP | GF | GC | Dif |
| -------- | --- | -- | -- | -- | -- | -- | -- | --- |
| Irán     | 9   | 3  | 3  | 0  | 0  | 26 | 2  | +24 |
| Irak     | 6   | 3  | 2  | 0  | 1  | 12 | 17 | -5  |
| China    | 3   | 3  | 1  | 0  | 2  | 6  | 14 | -8  |
| Jordania | 0   | 3  | 0  | 0  | 3  | 4  | 15 | -11 |

| 10 de febrero de 2016, 16:00 | Irak                                                              | 6 - 1 | China            | Universal Stadium, Tashkent |  |
|                              | Khalid 13' 30' · Al Zubaidi 19' · Hameed 26' · Abdulmalek 35' 38' |       | Wang Hongwei 20' |                             |  |

| 10 de febrero de 2016, 19:00 | Irán                                                           | 6 - 0 | Jordania | Universal Stadium, Tashkent |  |
|                              | Hassanzadeh 2' 27' · Tayebi 10' · Bahadori 31' · Javid 34' 36' |       |          |                             |  |

| 12 de febrero de 2016, 16:30 | China | 0 - 7 | Irán                                                                                    | Universal Stadium, Tashkent |  |
|                              |       |       | Taheri 1' · Hassanzadeh 6' · Ahmadi 17' · Keshavarz 26' 28' · Tayebi 27' · Bahadori 32' |                             |  |

| 12 de febrero de 2016, 19:00 | Jordania                | 3 - 4 | Irak                                                | Universal Stadium, Tashkent |  |
|                              | Samih 5' 29' · Atef 26' |       | Khalid 21' · Hameed 29' · Faisal 36' · Mohammed 37' |                             |  |

| 14 de febrero de 2016, 16:30 | Irán | 13 - 2 | Irak                    | Uzbekistan Stadium, Tashkent |  |
|                              | Taheri 1' 10' · Tayebi 3' 11' 18' 28' · Hassanzadeh 5' 40' · Ahmadi 6' · Javid 6' 15' 34' · Tavakoli 20' |        | Khalid 17' · Kareem 38' |                              |  |

| 14 de febrero de 2016, 16:30 | China                                                                              | 5 - 1 | Jordania     | Universal Stadium, Tashkent |  |
|                              | Zeng Liang 25' · He Yihui 31' · Wang Hongwei 33' · Zhao Liang 36' · Li Jianjia 37' |       | Mohammad 39' |                             |  |

### Grupo C
| Equipo       | Pts | PJ | PG | PE | PP | GF | GC | Dif |
| ------------ | --- | -- | -- | -- | -- | -- | -- | --- |
| Tailandia    | 9   | 3  | 3  | 0  | 0  | 15 | 7  | +8  |
| Vietnam      | 6   | 3  | 2  | 0  | 1  | 14 | 8  | +6  |
| China Taipéi | 1   | 3  | 0  | 1  | 2  | 9  | 15 | -6  |
| Tayikistán   | 1   | 3  | 0  | 1  | 2  | 8  | 16 | -8  |

| 11 de febrero de 2016, 16:30 | Tailandia                                    | 5 - 4 | Tayikistán                                  | Universal Stadium, Tashkent |  |
|                              | Suphawut 7' 30' 32' · Apiwat 25' · Wiwat 40' |       | Nekruz 11' · Mansur 21' · Rahmonali 35' 39' |                             |  |

| 11 de febrero de 2016, 19:00 | Vietnam                                                                                                 | 5 - 4 | China Taipéi                                                | Universal Stadium, Tashkent |  |
|                              | Nguyễn Bảo Quân 4' (pen.) · Phùng Trọng Luân 6' · Lê Quốc Nam 28' · Trần Long Vũ 31' · Ngô Ngọc Sơn 37' |       | Lin Chin-hung 4' 31' · Chi Sheng-fa 26' · Huang Po Chun 39' |                             |  |

| 13 de febrero de 2016, 16:30 | China Taipéi                        | 2 - 7 | Tailandia                                                                                | Universal Stadium, Tashkent |  |
|                              | Chu Chia-wei 14' · Lai Ming Hui 36' |       | Suphawut 2' 33' · Konghla 4' · Chang Chien-ying 22' (a.g.) · Jetsada 28' 37' · Wiwat 37' |                             |  |

| 13 de febrero de 2016, 19:00 | Tayikistán | 1 - 8 | Vietnam | Universal Stadium, Tashkent |  |
|                              | Fayzali 9' |       | Dương Anh Tùng 1' 22' · Trần Văn Vũ 14' 37' · Nguyễn Bảo Quân 20' · Lê Quốc Nam 27' · Trần Long Vũ 34' · Phùng Trọng Luân 35' |                             |  |

| 15 de febrero de 2016, 19:00 | Tailandia        | 3 - 1 | Vietnam        | Uzbekistan Stadium, Tashkent |  |
|                              | Suphawut 31' 40' |       | Vũ Xuân Du 38' |                              |  |

| 15 de febrero de 2016, 19:00 | China Taipéi                                                 | 3 - 3 | Tayikistán                              | Universal Stadium, Tashkent |  |
|                              | Chu Chia-wei 26' · Lin Chien-hsun 36' · Chang Chien-ying 39' |       | Nekruz 2' · Shavqat 29' · Mehruboni 40' |                             |  |

### Grupo D
| Equipo    | Pts | PJ | PG | PE | PP | GF | GC | Dif |
| --------- | --- | -- | -- | -- | -- | -- | -- | --- |
| Japón     | 9   | 3  | 3  | 0  | 0  | 15 | 2  | +13 |
| Australia | 6   | 3  | 2  | 0  | 1  | 8  | 6  | +2  |
| Catar     | 3   | 3  | 1  | 0  | 2  | 8  | 8  | 0   |
| Malasia   | 0   | 3  | 0  | 0  | 3  | 4  | 19 | -15 |

| 11 de febrero de 2016, 16:30 | Japón        | 1 - 0 | Catar | Uzbekistan Stadium, Tashkent |  |
|                              | Watanabe 16' |       |       |                              |  |

| 11 de febrero de 2016, 19:00 | Australia                     | 2 - 1 | Malasia    | Uzbekistan Stadium, Tashkent |  |
|                              | Basger 24' · G. Giovenali 26' |       | Bahrin 19' |                              |  |

| 13 de febrero de 2016, 16:30 | Malasia  | 1 - 11 | Japón | Uzbekistan Stadium, Tashkent |  |
|                              | Afif 14' |        | Yoshikawa 3' · Takita 3' 7' · Morioka 13' · Osodo 13' · Watanabe 15' · Henmi 15' · Nishirani 16', 19' · Nibuya 19' · Murota 40' |                              |  |

| 13 de febrero de 2016, 19:00 | Catar                       | 2 - 5 | Australia                                       | Uzbekistan Stadium, Tashkent |  |
|                              | Al-Braidi 3' · Oliveira 27' |       | Fogarty 2' · G. Giovenali 3' 26' · Seeto 4' 37' |                              |  |

| 15 de febrero de 2016, 16:30 | Japón                               | 3 - 1 | Australia        | Uzbekistan Stadium, Tashkent |  |
|                              | Henmi 8' · Morioka 19' · Nibuya 34' |       | G. Giovenali 12' |                              |  |

| 15 de febrero de 2016, 16:30 | Malasia                    | 2 - 6 | Catar                                               | Universal Stadium, Tashkent |  |
|                              | Akmarulnizam 2' · Afif 18' |       | Ali 2' · Bilal 5' · Jaber 9' 26' · Oliveira 39' 40' |                             |  |

## Fase Final

### Cuadro de competición
|  | Quinto puesto                | Quinto puesto                |                              |       | 5º al 8º puesto              | 5º al 8º puesto              |                              |                              | Cuartos de final             | Cuartos de final |      |            | Semifinales                  | Semifinales                  |  |  | Final                        | Final                        |
|  |                              |                              |                              |       |                              |                              |                              |                              |                              |                  |      |            |                              |                              |  |  |                              |                              |
|  |                              |                              |                              |       |                              |                              |                              |                              | 17 de febrero de 2016, 16:00 |                  |      |            |                              |                              |  |  |                              |                              |
|  |                              |                              |                              |       |                              |                              |                              |                              |                              |                  |      |            |                              |                              |  |  |                              |                              |
|  | 19 de febrero de 2016, 16:00 | 19 de febrero de 2016, 16:00 |                              |       | 18 de febrero de 2016, 16:00 | 18 de febrero de 2016, 16:00 |                              |                              | Uzbekistán                   | 3                |      |            | 19 de febrero de 2016, 16:00 | 19 de febrero de 2016, 16:00 |  |  | 21 de febrero de 2016, 19:00 | 21 de febrero de 2016, 19:00 |
|  | 19 de febrero de 2016, 16:00 | 19 de febrero de 2016, 16:00 |                              |       | 18 de febrero de 2016, 16:00 | 18 de febrero de 2016, 16:00 |                              |                              | Uzbekistán                   | 3                |      |            | 19 de febrero de 2016, 16:00 | 19 de febrero de 2016, 16:00 |  |  | 21 de febrero de 2016, 19:00 | 21 de febrero de 2016, 19:00 |
|  | 19 de febrero de 2016, 16:00 | 19 de febrero de 2016, 16:00 |                              |       | 18 de febrero de 2016, 16:00 | 18 de febrero de 2016, 16:00 | Irak                         | 0                            |                              |                  |      |            | 19 de febrero de 2016, 16:00 | 19 de febrero de 2016, 16:00 |  |  | 21 de febrero de 2016, 19:00 | 21 de febrero de 2016, 19:00 |
|  | 19 de febrero de 2016, 16:00 | 19 de febrero de 2016, 16:00 |                              | Irak  | 3                            |                              | Irak                         | 0                            |                              |                  |      | Uzbekistán | 2 (3)                        |                              |  |  | 21 de febrero de 2016, 19:00 | 21 de febrero de 2016, 19:00 |
|  | 19 de febrero de 2016, 16:00 | 19 de febrero de 2016, 16:00 | 17 de febrero de 2016, 16:00 | Irak  | 3                            |                              |                              |                              |                              |                  |      | Uzbekistán | 2 (3)                        |                              |  |  | 21 de febrero de 2016, 19:00 | 21 de febrero de 2016, 19:00 |
|  | 19 de febrero de 2016, 16:00 | 19 de febrero de 2016, 16:00 |                              |       | Australia                    | 5                            |                              |                              | Tailandia                    | 2 (1)            |      |            |                              |                              |  |  | 21 de febrero de 2016, 19:00 | 21 de febrero de 2016, 19:00 |
|  | 19 de febrero de 2016, 16:00 | 19 de febrero de 2016, 16:00 | Tailandia                    | 6     | Australia                    | 5                            |                              |                              | Tailandia                    | 2 (1)            |      |            |                              |                              |  |  | 21 de febrero de 2016, 19:00 | 21 de febrero de 2016, 19:00 |
|  | 19 de febrero de 2016, 16:00 | 19 de febrero de 2016, 16:00 | Tailandia                    | 6     |                              |                              |                              |                              |                              |                  |      |            |                              |                              |  |  | 21 de febrero de 2016, 19:00 | 21 de febrero de 2016, 19:00 |
|  | 19 de febrero de 2016, 16:00 | 19 de febrero de 2016, 16:00 |                              |       | Australia                    | 1                            |                              |                              |                              |                  |      |            |                              |                              |  |  | 21 de febrero de 2016, 19:00 | 21 de febrero de 2016, 19:00 |
|  | Australia                    | 3                            |                              |       | Australia                    | 1                            | Uzbekistán                   | 1                            |                              |                  |      |            |                              |                              |  |  |                              |                              |
|  | Australia                    | 3                            | 17 de febrero de 2016, 19:00 |       |                              |                              | Uzbekistán                   | 1                            |                              |                  |      |            |                              |                              |  |  |                              |                              |
|  | Kirguistán                   | 1                            |                              |       | Irán                         | 2                            |                              |                              |                              |                  |      |            |                              |                              |  |  |                              |                              |
|  | Kirguistán                   | 1                            | Irán                         | 7     | Irán                         | 2                            |                              |                              |                              |                  |      |            |                              |                              |  |  |                              |                              |
|  |                              |                              | Irán                         | 7     | 18 de febrero de 2016, 16:00 | 18 de febrero de 2016, 16:00 | 19 de febrero de 2016, 19:00 | 19 de febrero de 2016, 19:00 |                              |                  |      |            |                              |                              |  |  |                              |                              |
|  |                              |                              | Kirguistán                   | 0     | 18 de febrero de 2016, 16:00 | 18 de febrero de 2016, 16:00 | 19 de febrero de 2016, 19:00 | 19 de febrero de 2016, 19:00 |                              |                  |      |            |                              |                              |  |  |                              |                              |
|  | Séptimo puesto               | Séptimo puesto               | Kirguistán                   | 0     | Kirguistán                   | 6                            |                              |                              |                              |                  | Irán | 13         | Tercer puesto                | Tercer puesto                |  |  |                              |                              |
|  | Séptimo puesto               | Séptimo puesto               | 17 de febrero de 2016, 19:00 |       | Kirguistán                   | 6                            |                              |                              |                              |                  | Irán | 13         | Tercer puesto                | Tercer puesto                |  |  |                              |                              |
|  |                              |                              |                              |       | Japón                        | 2                            |                              |                              | Vietnam                      | 1                |      |            | 21 de febrero de 2016, 16:00 | 21 de febrero de 2016, 16:00 |  |  |                              |                              |
|  | No se disputa                | -                            | Japón                        | 4 (1) | Japón                        | 2                            | Tailandia                    | 8                            | Vietnam                      | 1                |      |            |                              |                              |  |  |                              |                              |
|  | No se disputa                | -                            | Japón                        | 4 (1) |                              |                              | Tailandia                    | 8                            |                              |                  |      |            |                              |                              |  |  |                              |                              |
|  | No se disputa                | -                            |                              |       | Vietnam                      | 4 (2)                        |                              |                              | Vietnam                      | 0                |      |            |                              |                              |  |  |                              |                              |

### Cuartos de final
| 17 de febrero de 2016, 16:00 | Uzbekistán                      | 3 - 0 | Irak | Uzbekistan Stadium, Tashkent |  |
|                              | Rakhmatov 18' 39' · Elibaev 31' |       |      |                              |  |

| 17 de febrero de 2016, 16:00 | Tailandia                                                   | 6 - 1 | Australia        | Universal Stadium, Tashkent |  |
|                              | Jirawat 5' 39' · Suphawut 10' 39' · Jetsada 27' · Wiwat 33' |       | G. Giovenali 20' |                             |  |

| 17 de febrero de 2016, 19:00 | Irán                                                                            | 7 - 0 | Kirguistán | Uzbekistan Stadium, Tashkent |  |
|                              | Tayyebi 7' 15' 32' · Taheri 8' · Hassanzadeh 26' · Bahadori 26' · Alighader 29' |       |            |                              |  |

| 17 de febrero de 2016, 19:00 | Japón                            | 4 - 4 (t. s.)(1 - 1 t. s.)(1 - 2 p.) | Vietnam                                                 | Universal Stadium, Tashkent |  |
|                              | Nibuya 8' 26' · Morioka 13', 42' |                                      | Trần Văn Vũ 14' 39' · Danh Phát 35' · Trần Thái Huy 49' |                             |  |
|                              |                                  | Tiros desde el punto penal           |                                                         |                             |  |
|                              | Morioka · Henmi · Nibuya         |                                      | Nguyễn Bảo Quân · Dương Anh Tùng · Phùng Trọng Luân     |                             |  |

### Semifinales por el 5º lugar
| 18 de febrero de 2016, 16:00 | Irak                                  | 3 - 5 | Australia                                          | Uzbekistan Stadium, Tashkent |  |
|                              | Hamza 8' · Mohammed 38' · S. Abed 39' |       | Basger 6' 20' · Fogarty 11' 37' · W. Giovenali 35' |                              |  |

| 18 de febrero de 2016, 16:00 | Kirguistán                                          | 6 - 2 | Japón                 | Universal Stadium, Tashkent |  |
|                              | Ulanbek 10' 30' · Ilias 13' · Maksadbek 24' 36' 40' |       | Henmi 26' · Hoshi 39' |                             |  |

### Semifinales
| 19 de febrero de 2016, 16:00 | Uzbekistán                       | 2 - 2 (t. s.)(1 - 1 t. s.)(3 - 1 p.) | Tailandia                | Uzbekistan Stadium, Tashkent |  |
|                              | Jirawat 23' (a.g.) · Yunusov 48' |                                      | Jetsada 24' · Apiwat 41' |                              |  |
|                              |                                  | Tiros desde el punto penal           |                          |                              |  |
|                              | Sviridov · Dilshod · Feruz       |                                      | Suphawut · Jirawat       |                              |  |

| 19 de febrero de 2016, 19:00 | Irán                                                                                                  | 13 - 1 | Vietnam              | Universal Stadium, Tashkent |  |
|                              | Javid 2' 20' 32' · Tavakoli 8' 20' 22' · Ahmadi 13' · Tayebi 16' 27' · Vafaei 26' · Keshavarz 37' 39' |        | Phùng Trọng Luân 17' |                             |  |

### 5º lugar
| 19 de febrero de 2016, 16:00 | Australia                                | 3 - 1 | Kirguistán  | Universal Stadium, Tashkent |  |
|                              | Merrin 6' · Lynch 20' · G. Giovenali 32' |       | Kanetov 37' |                             |  |

### Tercer lugar
| 21 de febrero de 2016, 16:00 | Tailandia                                                                          | 8 - 0 | Vietnam | Uzbekistan Stadium, Tashkent |  |
|                              | Jetsada 6' · Apiwat 11' 12' · Suphawut 18' (pen.) 18' (pen.) 36' 40' · Jirawat 34' |       |         |                              |  |

### Final
| 21 de febrero de 2016, 19:00 | Uzbekistán  | 1 - 2 | Irán                        | Uzbekistan Stadium, Tashkent |  |
|                              | Irsaliev 6' |       | Bahadori 9' · Keshavarz 14' |                              |  |

## Clasificados al Mundial de Colombia
Al finalizar el campeonato, las cinco selecciones mejor clasificadas clasifican al Mundial de Colombia, las cinco selecciones clasificadas fueron las siguientes:
| Bandera de Uzbekistán | Bandera de Tailandia | Bandera de Irán | Bandera de Vietnam | Bandera de Australia |
| Uzbekistán            | Tailandia            | Irán            | Vietnam            | Australia            |